# Dörte Hansenová
Dörte Hansen (* 1964 Husum) je německá spisovatelka, novinářka a lingvistka.

## Život
Dörte Hansenová vyrůstala v domácnosti, kde se mluvilo frísky. Jejím prvním cizím jazykem na základní škole byla „Hochdeutsch“ (čili spisovná němčina). V roce 1984 vystudovala sociální lingvistiku, anglistiku, romanistiku a fríštinu na Christian-Albrechts-Universität v Kielu.
11. listopadu 2019 Dörte Hansenová vystoupila v pražském Goethe-Institutu, kde představila český překlad svého románu Mittagsstunde (Polední hodina, Host, 2019, přeložila Viktorie Hanišová).

### Dílo
Poté, co Hansenová jako žurnalistka pracovala pro některé veřejnoprávní vysílače (NDR, WDR, SWR), je od roku 2012 spisovatelkou na volné noze.
Její první román Starý kraj (Altes Land) z roku 2015 (česky v roce 2016 v nakladatelství Host, přeložila Viktorie Hanišová) kriticky poukazoval na tematiku domova; konkrétně přílišné idealizování venkovského života měšťany. Román je zasazen do historického kontextu poválečného Německa a pojednává o osudu hlavní hrdinky, která se ocitá jakožto válečný uprchlík z východního Pruska bez domova. Román se stal bestsellerem a sklidil pochvalu i od kritiků.
Druhý román Dörte Hansenové, Polední hodina z roku 2018, sklidil rovněž velký úspěch. Stejně jako prvotina autorky pojednává tento román o životě na venkově. Text zachycuje kulturní a mezilidský vývoj fiktivní severofríské dědiny. Autorka se vyvarovává idealizaci venkova a popisuje venkovský život lakonickým jazykem.

## Ocenění
- 2006: Mediální cena Nadace „Kinderrechte in der Einen Welt“ v kategorii Rozhlas za reportáž pro Norddeutsche Rundfunk Der Hamburger Kompass – Hilfe für Kinder alkoholkranker Eltern
- 2015: Lieblingsbuch des Jahres des unabhängigen Buchhandels za Altes Land
- 2016: Usedomer Literaturpreis za Altes Land
- 2019: Rheingau Literatur Preis za Mittagsstunde
- 2019: Niederdeutscher Literaturpreis der Stadt Kappeln